# Gogos
Para el pueblo tanzano, véase gogo

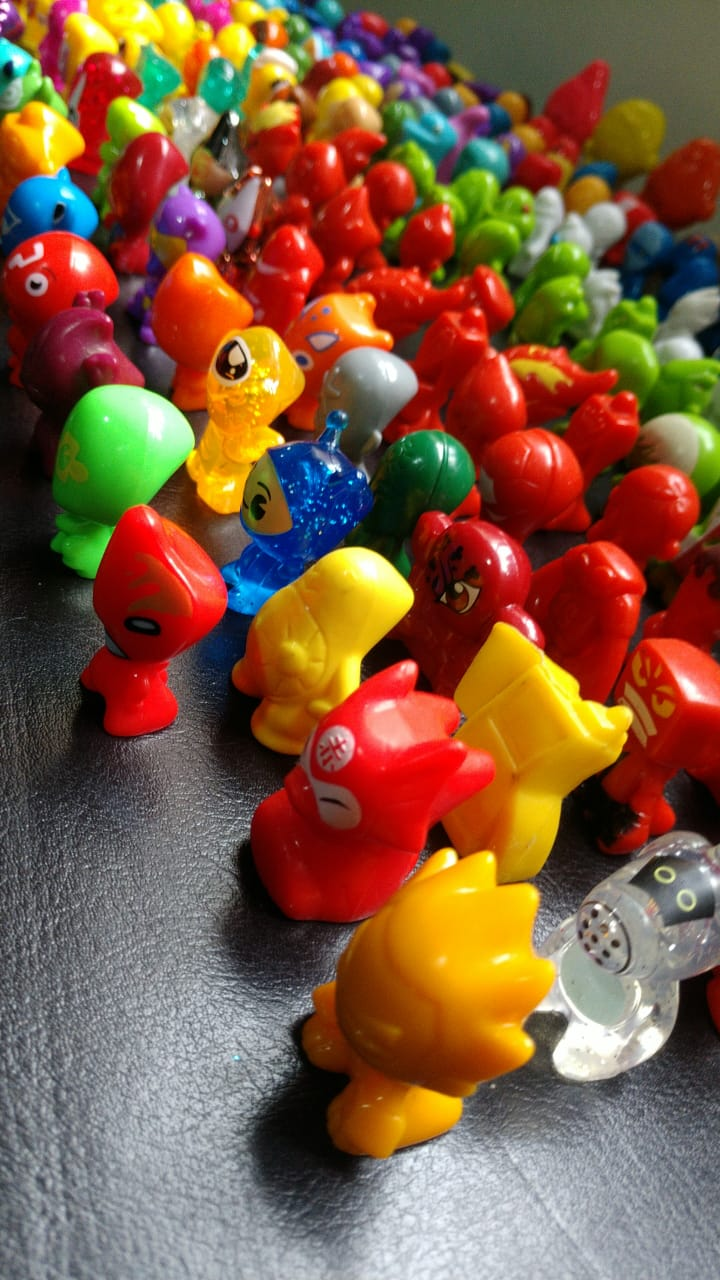
La variedad de acabados, formas y colores de los Gogos es grande.

Los Gogos (también conocidos como Crazy Bones) son figuras pequeñas que se volvieron populares hacia los años 90. 
Los gogos fueron inspirados por un juego que se practicaba en la antigua Grecia llamado astrágalos, que los niños jugaban con nudillos de oveja. Este antiguo pasatiempo también es conocido como el juego de las tabas. Los gogos son una modernización de este juego y está hecho de personajes moldeados de plástico. Ha habido cientos de personajes individuales, cada personaje con un rostro y nombre único. Las diferentes formas de las figuras hacían que rebotaran siguiendo diferentes patrones, volviendo a algunos gogos más ventajosos sobre otros.
Los gogos fueron prohibidos en muchas escuelas en el Reino Unido debido a que fueron la causa de muchas discusiones y distracciones durante las clases.
Durante la mitad de la década de los noventa, Coca-Cola de México lanzó una marca similar de juguetes llamados Hielocos, que también salieron en Colombia,  Ecuador, República Dominicana, Centroamérica, Argentina, Chile y Venezuela. Coca-Cola también los lanzó en Brasil como Geloucos y Gelo-Cósmicos.

## Mercadotecnia
Los Gogos se volvieron una moda popular en la última parte de los años noventa. El producto fue promovido fuertemente para los niños y hubo eventos promocionales en reuniones de scout, clubes, ferias y espectáculos. También se participó en una muestra de juguetes en el SkyDome. En estas demostraciones, se le dieron paquetes gratis a los niños y se les enseñó a jugar los juegos de los Gogos. Cerca de cuatro millones de paquetes gratuitos fueron distribuidos. Eventualmente, McDonald's aceptó dar los Gogos en el Happy Meal. Sin embargo, estos gogos eran significativamente más grandes que los juguetes normales, posiblemente para reducir el riesgo de asfixia entre los niños pequeños.
Dentro de dos años, los ingresos de la compañía habían crecido a cerca de $17 millones. Favoreciendo giras de reuniones de scouts y algo similar en televisión y anuncios impresos, Toy Craze también ha mantenido sus costos de mercadotecnia en alrededor del 10%.
Hay tres piezas de Gogos que son muy raras. Estas piezas incluyen la Whistlers, Metallic Gold y Metallic Bronze.
"Smiley Eggy" está considerado como uno de los gogos más raros y populares junto con Sharkey, el cual aparece al frente de muchos paquetes con la frase: "¿Has encontrado a Sharkey?"

## Series Oficiales de Magic Box Int./PPI Worlwide/Panini

### Series Clásicas (1996 a 2005)
1. Crazy Bones Originals (60 figuras)
2. Crazy Bones Things (60 figuras, en Canadá salieron 18 moldes distintos a los de Estados Unidos junto con otras 42 de Estados para también hacer 60 figuras)
3. Crazy Bones Aliens (60 figuras - 40 aliens y 20 monstruos espaciales)
4. Crazy Bones Sports (40 figuras)
5. Crazy Bones Rockers (60 figuras)
6. Crazy Bones Mutants (20 figuras - esta colección contenía 20 de los Crazy Bones más famosos de la colección Crazy Bones Originals en versiones mutadas)
7. Crazy Bones Buddies (58 figuras)
8. Crazy Bones Sports Series 2 (60 figuras)
9. Crazy Bones Ghost Series (60 figuras)
10. Crazy Bones New Generation (120 figuras - esta colección juntaba los 60 fantasmas de la colección Crazy Bones Ghost Series y 60 monstruos distintos a los monstruos espaciales de la colección Crazy Bones Aliens)

Versiones Mini
1. Mini Bones (12 figuras - consistía en 12 Crazy Bones miniaturas, más pequeños inclusive que sus tamaños regulares y venían metidos en un llavero en forma del personaje Eggy, que dicho sea de paso fue el personaje más famoso de la época Series Originales)

Versiones Mega/Macro
1. Gogo Bombers (16 figuras más grandes que el tamaño regular)
2. Skinny Bombers (14 figuras más grandes que el tamaño regular)
3. Mega Bones (8 figuras más grandes que el tamaño regular)
4. Mutant Mega Bones (8 figuras más grandes que el tamaño regular)
5. McDonald's Monster Crazy Bones (24 figuras - 12 eran versiones grandes de la colección Crazy Bones Originals y 12 eran nuevas figuras con temática de Halloween)

Hielocos
En la década de los 90's Coca-Cola sacó la promoción llamada Hielocos. Se trataba de Crazy Bones de las series Originals (Originales), Things (Cosas), Aliens, Sports (Deportes) y Rockers (Rockeros), de los cuales la Coca-Cola compró los derechos de los moldes para distribuirlos en Latinoamérica (dado que las demás colecciones de Crazy Bones no llegaban a estos países). Los paquetes de Hielocos se cambiaban por dos chapas (taparroscas) o chapas (corcholatas/fichas) de la bebida y un poco de dinero. En los paquetes venían dos o tres Hielocos, calcomanías y tarjetas de colección.
Colecciones de Hielocos
- Hielocos Originales (1998): Esta colección constaba de 60 figuras. Los moldes de los Hielocos Originales constaban de 20 figuras de la colección Crazy Bones Originals (en su orden original) y 40 figuras de la colección Crazy Bones Things (en un orden al azar).
- Hielocos Aliens - Monstruos (1999): Esta colección constaba de 60 figuras también. Los moldes de esta colección eran de la colección Crazy Bones Aliens en su totalidad. Esa colección se formaba en sí de 40 aliens y 20 monstruos.
- Hielocos Futboleros: Esta colección igual que las anteriores constaba de 60 figuras. Los moldes de esta colección eran las 40 figuras de Crazy Bones Sports en su totalidad más 20 moldes nuevos introducidos por Coca-Cola. En esta colección, como bien su nombre lo dice, cada figura hacía alusión a algo referente al deporte rey.
- Hielocos Rockeros: Esta colección constaba de 58 figuras, aunque se presume que existieron dos figuras más haciendo la colección de 60 figuras (al igual que las demás colecciones de Hielocos). Los moldes de esta colección eran de la colección Crazy Bones Rockers. Se trataba de Hielocos con temática musical, por lo que, a pesar de su nombre, no todos tenían que ver con el rock.

Otras colecciones de la Época Clásica
Hubo otras colecciones durante la llamada "Época Clásica" que fue de 1996 a 2005. Entre ellas están los Gogos de Zany Brainy (2 figuras) y algunos con licencias de series animadas o películas como los de Medabots (40 figuras), Dragon Ball Z (40 figuras) y Toy Story 2 (20 figuras).  

### Series Modernas (2007 a 2015)
1. Gogo's/Urban Toys (80 figuras; 15 buscadas; 5 más buscadas)
2. Evolution (80 figuras - consistía en los mismos 80 moldes de la colección Urban Toys, pero con diferente diseño, pintado y nombre de personaje)
3. Explorer (80 figuras)
4. Power (80 figuras; 10 más buscadas)
5. Superstar (80 figuras - esta colección mezclaba las figuras más famosas de las colecciones Gogo's/Urban Toys, Evolution, Explorer y Power pero con un recubrimiento afelpado)
6. Advance (10 figuras - venían en una lata de coleccionista)
7. Edge/Megatrip (80 figuras)
8. Diamond Tins (20 figuras - en el caso de esta colección lanzada por Walgreen's había dos latas de coleccionista y cada una incluía 10 figuras, las figuras usaban moldes de Gogo's Crazy Bones de la serie Megatrip pero con diferente diseño, pintado y nombre de personaje)
9. Cool/Groovy (80 figuras)
10. Voetbal/Futebol/Fut/Foot (90 figuras - salieron durante la Copa Mundial Sudáfrica 2010)
11. X-treme/X-Gogo's (56 figuras)
12. Bio Gogo's

Otras colecciones de la Época Moderna
Al igual que en la época original hubo otras colecciones durante la llamada "Época Moderna" que fue de 2007 a 2015. Entre ellas están:
England 2010, Juegos Olímpicos Londres 2012,Turma da Mônica/Monica's Gang (60 figuras), Marvel Wikkeez, Star Wars Wikkeez, Disney Wikkeez/Disney Gogo's, Disney Wikkeez/Disney Gogo's Series 2, entre otras.

Nota curiosa: En algunos países se modificaron ciertas colecciones dependiendo de la promoción. Por ejemplo en Costa Rica la marca de snacks Tosty cuando lanzó los Fut Gogos reemplazó al equipo Chileno por el equipo de la Selección Tica (es por ello que los números del 81 al 90 no están en la colección de Tosty, pues corresponden a los Chilenos y en su lugar se brinca del 80 al 91 que es el primero del equipo tico hasta llegar al 100).

## Series No Oficiales
1. JoJo's Boucing Boneheads (36 figuras; 5 figuras misteriosas sin numeración definida, 1 figura misteriosa con gorra que comparte el número 8 con el personaje Jammer y 1 figura de Krema - producidos por Imperial Toys)
2. JoJo's Boucing Boneheads Series 2 (12 figuras - producidos por Imperial Toys)
3. Tim'Foot (12 figuras - producidos por Imperial Toys)
4. Dracco Heads (40 figuras - producidos por Dracco)
5. Dracco Heads Series 2/Grolls & Gorks (41 figuras y una Dracco Stone - producidos por Dracco)
6. Pupákov (40 figuras - producidos por Dracco)
7. Dragon Hunters (40 figuras - producidos por Dracco; basados en la película y serie del mismo nombre)
8. Nano Toonz/Blinku (40 figuras y 2 figuras raras que se pegan - producidos por Dracco)
9. Nano Toonz X-Ray (40 figuras y 4 figuras raras que se pegan para formar el Megatoon - producidos por Dracco)
10. Skyzos (70 figuras - producidos por Panini)
11. Frikis (64 figuras - producidos por E-Max)
12. Matutolas (30 figuras - distribuidos por Matutano; son quizá la copia más obvia de los Crazy Bones Originals)
13. Matutolas Series 2 (30 figuras - distribuidos por Matutano; son quizá la copia más obvia de los Crazy Bones Things)
14. Dunkin' Shockys (24 figuras)
15. Dunkin' Shockys Series 2 (24 figuras - algunas figuras son iguales a figuras de la colección Matutolas Series 2)
16. Little Jap's/Little Tokyo's (36 figuras - producidos por Exit-Toys)
17. Millenium Bugs (16 figuras - producidos por Moose Toys)
18. Knuckleheads (6 figuras - producidos por Moose Toys)
19. Crazy Critters (6 figuras - producidos por Moose Toys)
20. Bumping Weirdos (15 figuras - producidos por Cool Things Company)

En la mayoría, si no todas las colecciones, había variedad de colores y acabados en las piezas (brillantes, opacos, transparentes, que brillan en la oscuridad, jellys, con escarcha...), pero las más preciadas por los coleccionistas siempre han sido los metalizados con color oro, plata y bronce. 
Nota curiosa: Algunos Gogos eran energy: el color del mismo cambiaba con la temperatura.

## Nombres y números
| Año                 | 1996-2000        | 2000-2005          | 2010                   | 2012                    | 2015         |
| ------------------- | ---------------- | ------------------ | ---------------------- | ----------------------- | ------------ |
| Nombre de Colección | Gogos Originales | Gogo's Crazy Bones | Fut Gogo's Crazy Bones | Cool Gogo's Crazy Bones | Disney Gogos |
| Número de Gogos     | 180 gogos (+)    | 80 Gogos           | 60 Gogos               | 60 Gogos                | 61 Gogos     |

| Número | Nombre    | Número | Nombre  | Número | Nombre   |
| ------ | --------- | ------ | ------- | ------ | -------- |
| 1      | Bugui     | 21     | Tuba    | 41     | Oguma    |
| 2      | Shaun     | 22     | Canal   | 42     | Plusha   |
| 3      | Popow     | 23     | Marinu  | 43     | Giro     |
| 4      | Trik-Trik | 24     | Vingu   | 44     | Jaru     |
| 5      | Staky     | 25     | Termo   | 45     | Borgo    |
| 6      | Kimy      | 26     | bu      | 46     | Digo     |
| 7      | Geru      | 27     | Menton  | 47     | Kava     |
| 8      | Aneg      | 28     | Milo    | 48     | Lig-Lag  |
| 9      | Tamsu     | 29     | Kuma    | 49     | Latun    |
| 10     | Piko      | 30     | Eliot   | 50     | Zumba    |
| 11     | Mig       | 31     | Hiru    | 51     | Supra    |
| 12     | Bio-K     | 32     | Lynda   | 52     | Yamzu    |
| 13     | Toka      | 33     | Biru    | 53     | Tec-Tone |
| 14     | Flamer    | 34     | Z-Pot   | 54     | Pako     |
| 15     | Zangu     | 35     | Herbu   | 55     | Zip      |
| 16     | Bugaloo   | 36     | Moca    | 56     | Mano     |
| 17     | Lumine    | 37     | Solar   | 57     | Zagun    |
| 18     | Mingu     | 38     | Handy   | 58     | nav 73   |
| 19     | Zaco      | 39     | Organus | 59     | Zao      |
| 20     | Maho      | 40     | Lola    | 60     | Mura     |

| Número | Nombre      | Número | Nombre        | Número | Nombre         | Número | Nombre         |
| ------ | ----------- | ------ | ------------- | ------ | -------------- | ------ | -------------- |
| 1      | Micro       | 16     | S-Pray (Tez)  | 31     | Semir (Axl)    | 46     | Gamo (Bis)     |
| 2      | Mod         | 17     | Usic (Melo)   | 32     | Qtar (Trom)    | 47     | Fa (Plit)      |
| 3      | Hip (Silo)* | 18     | Peeka (Han)   | 33     | Traz           | 48     | Cecil (Blinq)  |
| 4      | Hop (Naia)  | 19     | Gallo (Zipp)  | 34     | Pikov (Pikou)  | 49     | Mekon (Mel)    |
| 5      | Jambee      | 20     | Ninuba (Luna) | 35     | Jazz           | 50     | Dracu (Tanke)  |
| 6      | Theo        | 21     | Rap           | 36     | Sample (Juke)  | 51     | Vol (Kero)     |
| 7      | Doro        | 22     | Dj Rog        | 37     | Nene           | 52     | Tage (Eps)     |
| 8      | Rock        | 23     | Iris          | 38     | Hush           | 53     | Tanke (Spank)  |
| 9      | Combo       | 24     | K-set         | 39     | Vinil (Flow)   | 54     | Tipy (Shasha)  |
| 10     | Hila        | 25     | Chor (Kor)    | 40     | Pet            | 55     | Bass (Al)      |
| 11     | Pua         | 26     | Lizer         | 41     | G-Taar (Rasta) | 56     | Penta (Bruc)   |
| 12     | Funk        | 27     | Tyl (Bee)     | 42     | Note (M-Bot)   | 57     | Kund (Teck)    |
| 13     | Lady        | 28     | Ren           | 43     | Retro (D-Jey)  | 58     | Cau (Pia)      |
| 14     | Phon (Fon)  | 29     | Voice         | 44     | Party (Box)    | 59     | Tramp (S-pray) |
| 15     | Kov (Kau)   | 30     | Kumba         | 45     | Mon (Yun)      | 60     | Aykiru (Slay)  |

- El nombre en paréntesis corresponde al nombre o número del personaje en Colombia.

Los Disney Gogos Crazy Bones son:
Toy Story: Marciano, Soldado, Emperador Zurg, Rex, Lotso y Sid.
Mickey Mouse: Mickey, Mickey en blanco y negro, Mickey aprendiz del brujo, Mickey rockero, Minnie, Pluto, Donald y Figment.

Blanca Nieves: Blanca Nieves y la Reina Malvada.
Pinocho: Pepe Grillo.
Alicia en el País de las Maravillas: Gato de Cheshire, Sombrerero Loco y el Conejo Blanco.
Peter Pan: Peter Pan, Capitán Garfio y cocodrilo Tic Tac.
La Bella Durmiente: Aurora.
101 Dálmatas: Cruela de Vil.
Aristogatos: Marie.
La Sirenita: Sebastían.
La Bella y la Bestia: Bella y Chip.
Aladdín: Yafar e Iago.
El extraño mundo de Jack: Jack.
El rey león: Simba.
Mulán: Mulán y Mushu.
Monsters Inc.: Boo y Mike.
Monsters University: Terry y Terri, Don Carlton y Randall.
Lilo y Stich: Lilo.
Los Increíbles: Jack-Jack, Bob y Violeta.
Cars: Luigi, Mack y Filmore.
Phineas y Ferb: Dr. Doofenshmirtz.
Wall▪E: Wall▪E.
Bolt: Bolt.
La princesa y el sapo: Tiana y Dr. Facilier.
Enredados: Rapunzel y Pascal.
Tron: Tron.
Piratas del Caribe: Barba Negra.
Los Muppets: Kermit.
Valiente: Mérida.
Frankenweenie: Sparky.
Frozen: Olaf.

## Juegos
La siguiente es una lista oficial de casi todos los juegos que utilizan a los gogos, impresos en todos los paquetes de los mismos:
- Juego tradicional: el jugador lanza un gogo al aire. Se otorgan puntos dependiendo de sobre que lado aterriza, con los lados más improbables (por ejemplo, aterrizando de pie, o de cabeza) recibiendo más puntos. De cabeza (Si el Gogo puede)=10 De pie=5, de lado=3, boca arriba=1 1/2, boca abajo=0
- Batalla: dos jugadores acomodan sus gogos en líneas paralelas separadas por un espacio. Los jugadores toman turnos intentados sacar los gogos del oponente de la línea lanzando un gogo contra otro
- El bombardero: los jugadores toman turnos lanzando un gogo a un círculo que contiene todos los gogos de los jugadores, intentando sacarlos del círculo.
- Canasta: los jugadores intentan meter sus gogos en una caja de zapatos haciéndolos rebotar contra el piso.
- En la línea: lanzar una moneda para decidir quien va primero. La persona que va primero rueda, no lanza, un gogo hacia una línea dibujada. La persona con el gogo más cercano de la línea gana.
- Bolos: colocar gogos a pequeña distancia de una pared agrupados, los jugadores lanzan un gogos a ellos para derribarlos.
- En el aire: colocar 4 gogos en un círculo y 1 al centro, lanzar un gogo al aire y agarrar los gogos del piso sin dejar que el gogo lanzado caiga al suelo.

Los gogos Disney crazy bones tienen juegos especiales:
- Atrapar: colocar un gogo en el dedo y lanzarlo al aire, el objetivo es atraparlo. La dificultad crece cada vez que se ponen más gogos en los dedos.
- Tiro al blanco: colocar 2 gogos en el piso a 2 metros de distancia, los jugadores deben lanzar los gogos y que queden lo más cerca posible de ellos.
- Círculos Locos: dibujar 3 círculos en el piso con diferente puntuación, de afuera 0 p., del primero 50 p.,del segundo 100 p.y del tercero 150 p. Lanzar los gogos al círculo y ganar puntaje.

## Lanzamiento
Los gogos se pueden lanzar de distintas maneras:
- De arriba de la cabeza (aplastándolo).
- Lanzándolo hacia abajo y que rebote para entrar en el balde (solamente en un juego).
- Dándole con un movimiento de chisquido.